# Kreisordnung für das Land Nordrhein-Westfalen
Die Kreisordnung für das Land Nordrhein-Westfalen (KrO NRW) bestimmt, soweit die Gesetze nicht ausdrücklich etwas anderes bestimmen, die Kreise als ausschließliche und eigenverantwortliche Träger der öffentlichen Verwaltung zur Wahrnehmung der auf ihr Gebiet begrenzten überörtlichen Angelegenheiten.
Das Gesetz trat am 17. Oktober 1994 in Kraft. Weitere Übergangsregelungen entstanden unter anderem durch das Gesetz zur Stärkung der kommunalen Demokratie und das Gesetz zur Stärkung der kommunalen Selbstverwaltung. 